# Carmencita (film)
Pour actrice et danseuse américaine, voir Carmencita.
Pour plus de détails, voir Fiche technique et Distribution.
Carmencita est un film américain, réalisé par William Kennedy Laurie Dickson, sorti en 1894.

## Argument
La danseuse Carmencita, virevoltante, effectue des figures traditionnelles de fandango. 

## Fiche technique
- Titre original : Carmencita
- Réalisation : William K.L. Dickson
- Image : William Heise
- Durée : 29 s
- Genre : Music-hall
- Format : 35 mm à double jeu de 4 perforations latérales rectangulaires Edison par photogramme, noir et blanc, muet
- Production : Edison Manufacturing Company
- Date de sortie : 1894

## Interprétation
- Carmencita : elle-même

## Histoire et importance
L'inventeur et industriel Thomas Edison, et son employé, l'ingénieur électricien et photographe écossais Laurie Dickson, créent en 1891 la première caméra de prise de vues animées qu'Edison appelle le Kinétographe, et une machine pour visionner individuellement les films (c'est T. Edison qui adopte le mot anglais film pour désigner les bobineaux de pellicule impressionnée), baptisée Kinétoscope. Laurent Mannoni, conservateur à la Cinémathèque française des appareils du précinéma et du cinéma affirme haut et fort que les premiers films ont été enregistrés par le « Kinétographe (en grec, écriture du mouvement) : caméra de l’Américain Thomas Edison, brevetée le 24 août 1891, employant du film perforé 35 mm et un système d’avance intermittente de la pellicule par "roue à rochet". Entre 1891 et 1895, Edison réalise quelque soixante-dix films ». En fait, les tout premiers films (entre 1891 et 1893) ont été enregistrés par une version plus archaïque du kinétographe, utilisant une pellicule de 19 mm de large, à une seule rangée de perforations, qui défilait à l'horizontal, les perforations étant situées en bas, et les photogrammes étaient circulaires (environ 12 mm de diamètre), dernier souvenir des jouets optiques. 
William Kennedy Laurie Dickson est le premier réalisateur de films de l'histoire du cinéma, avec notamment Dickson Greeting (Le Salut de Dickson), qu'il tourna en 1891, et dont il était le seul interprète. L'historien du cinéma Georges Sadoul affirme dans son Histoire du cinéma mondial que « les bandes tournées par Dickson sont à proprement parler les premiers films. »
Ce film de 29 secondes (la notion de court-métrage, récente, n'existait pas à l'époque) était destiné aux Kinetoscope parlors, des salles où s'alignaient plusieurs machines chargées chacune d'un film différent. Pour alimenter ce circuit, Thomas Edison fit construire en 1894 le premier studio de cinéma de l'histoire, le Black Maria, situé à West Orange, dans le New Jersey. C'est là, en mars 1894, que la danseuse Carmencita qui se produisait depuis le début des années 1890 au Koter & Bial's, un music-hall de New York, vint tourner ce film. 
Selon l'historien du cinéma américain Charles Musser, Carmencita fut ainsi la première femme à jouer dans un film. Carmencita « communiquait une intense sensualité lors de son show, ce qui amena les journalistes à écrire de longues colonnes enflammées sur son spectacle, des articles qui seront plus tard reproduits dans le catalogue de films d'Edison . »
Le film Carmencita est présenté dans le New Jersey en période estivale, dans la station balnéaire d’Asbury Park. Le fondateur de la ville, James A. Bradley, également militant et membre de la communauté méthodiste, nouvellement élu sénateur, « avait été tellement choqué par la vue des dentelles et des chevilles nues de Carmencita, qu'il s'en plaignit auprès du maire Abraham Ten Broeck. On ordonna donc au tenancier du salon de retirer le film licencieux, qu'il remplaça par Les Chats boxeurs », ainsi que le rapporte le quotidien Newark Evening News du 17 juillet 1894.
Rappelons qu’à cette époque, les femmes portaient toutes des robes longues qui les couvraient des pieds au menton. Leurs cheveux étaient dissimulés en grande partie par un foulard ou un chapeau. Tout autre accoutrement relevait de la prostitution, ou du moins des dites « femmes faciles ». Or, Carmencita lève haut sa robe et ses jupons, et ses mollets sont bien visibles. En août 1894, un exploitant de San Francisco fut arrêté pour une représentation kinétoscopique « présumée indécente », Carmencita encore. À l'origine de la plainte, la Pacific Society for the Suppression of Vice dont les cibles favorites étaient la littérature licencieuse, les livres et images obscènes, la vente de morphine, de cocaïne, d’opium, de tabac, de spiritueux, et de billets de loterie, et qui revendiquait plus de soixante-dix arrestations et quarante-huit condamnations en seulement deux mois.